# Aphytis rolaspidis
Aphytis rolaspidis är en stekelart som beskrevs av Debach och Rosen 1976. Aphytis rolaspidis ingår i släktet Aphytis och familjen växtlussteklar. Inga underarter finns listade i Catalogue of Life.